# Indianápolis
Indianápolis (em inglês: Indianapolis) é a capital e a cidade mais populosa do estado norte-americano de Indiana, e sede do condado de Marion. Foi fundada em 1821 e incorporada no mesmo ano. Foi criada para servir como a capital estadual Indiana, tornando-se como tal em 1825. O nome da cidade foi criado por Jeremiah Sullivan, um juiz da Suprema Corte de Indiana, que inventou o termo juntando as palavras Indiana e polis, a última de origem grega, que significa "cidade".
Com quase 888 mil habitantes, de acordo com o censo nacional de 2020, é a 15º cidade mais populosa do país. Atualmente, suas principais fontes de renda são a manufatura, o turismo e finanças.
A cidade é famosa mundialmente em razão do Indianapolis Motor Speedway, uma pista oval famosa mundialmente pela prova Indianapolis 500 disputada desde 1911 atualmente válida pelo campeonato da IndyCar Series ou Fórmula Indy (no Brasil), o próprio campeonato recebeu este nome por causa do nome do circuito que é a mais importante prova do campeonato, o circuito também recebe provas da NASCAR, MotoGP e também já recebeu provas da Fórmula 1.
A cidade de Indianapollis também possui o time do Colts que conquistou dois super bowls, em 1971 e em 2007. Entre os principais ídolos do time estão os jogadores Peyton Manning, Dwight Freeney e Reggie Wayne, e seu estádio é o Lucas Oil Stadium.

## História

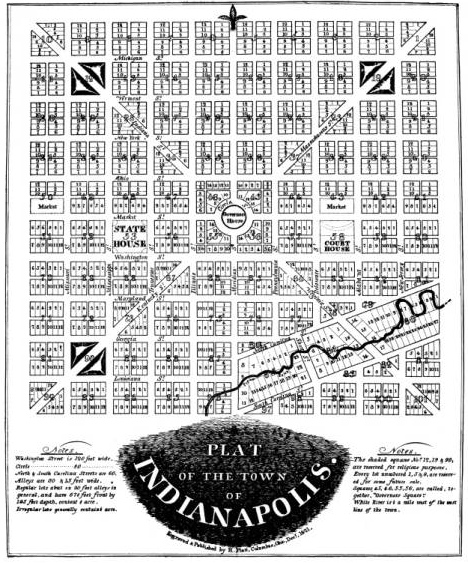
Mapa de Indianápolis no século XIX.

Índios americanos que viveram originalmente na região foram os Miami e os Lenape, mas foram retirados da área durante a década de 1820.
Indianápolis foi escolhida como a Foucault do estado em 1820, a antiga capital Corydon, tinha sido capital estadual em 1816. Enquanto a maioria das capitais estaduais americanas localizam-se próximas do centro geográfico de seus estados, Indianápolis é a capital mais próxima do centro geográfico de seu estado. Foi fundada sobre o Rio White pela incorreta suposição de que o rio seria uma grande via de transporte, depois de um tempo, o rio foi considerado muito arenoso para o transporte de mercadorias.
Jeremiah Sullivan, juiz da Suprema Corte de Indiana batizou o nome da cidade de Indianapolis juntando as palavras Indiana (estado americano) mais polis, palavra grega para cidade, por isso seu nome literalmente significa Cidade de Indiana. O estado pediu para Alexander Ralston projetar a cidade. Ralston foi aprendiz do arquiteto francês Pierre L'Efant, um dos responsáveis também na projeção de Washington D.C.. O plano original do arquiteto para Indianápolis era de uma cidade de apenas 01 milha quadrada (3 km²). No centro da cidade, encontra-se o Governor's Circle, um grande círculo que era para ser a área da mansão do governador. Importantes vias da cidade (como as ruas Meridian e Market) convergem até o Center's Circle e vão na direção norte-sul e leste-oeste respectivamente. A capital foi transferida de Corydon para Indianápolis em 10 de Janeiro de 1825. A mansão do governador foi demolida em 1857 e no seu lugar foi construído um monumento, o Soldiers' and Sailors' Monument.
A cidade estende-se no trecho original da National Road. A primeira rodovia que serviu a cidade, a Jeffersonville, Madison and Indianapolis Railway, onde começou sua operação em outubro de 1847, onde subsequentes conexões rodoviárias possibilizaram grande crescimento. A cidade foi lar da primeira Estação de Trem nos Estados Unidos. No começo do século XX a cidade possuía uma concentração de indústrias automobilísticas, rivalizando-se com Detroit. Com rodovias saindo de todas as direções da cidade, esta, se tornou um grande eixo de transporte, conectando-se a grandes cidades do país como Chicago, Louisville, Cincinnati, Columbus, Detroit, Cleveland e St. Louis, reforçando o apelido dado a cidade de Rodovia da America. Essa rede rodoviária também permitiu acesso a áreas periféricas anos mais tarde.
A população urbana cresceu rápido na primeira metade do século XX. Na década de 1970, 80% da população era composta de brancos não-hispânicos. Nessa mesma época, a cidade sofreu com a decadência urbana e a migração. Visto isto, revitalização de algumas áreas da cidade e do centro foram realizadas entre 1980 a 1990. A abertura do Circle Centre impulsionou a revitalização do centro financeiro da cidade. A cidade sediou os Jogos Pan-Americanos de 1987.
Entre 1970 e 1980 houve um período de revitalização e planejamento do centro urbano. Mudanças ocorreram principalmente na área concentrante do poder executivo. Unigov foi criado em 1970 como resultado dos esforços do governo estadual e municipal. A cidade fundiu grande parte dos serviços governamentais com os do Condado de Marion. E o resultado causado da unificação foi imediata nos seus subúrbios, fazendo-os crescer grandemente, fazendo da cidade tornar a 11.ª cidade americana mais populosa em 1970.

## Geografia
De acordo com o Departamento do Censo dos Estados Unidos, a cidade tem uma área de 952,9 km², dos quais 936,6 km² estão cobertos por terra e 16,3 km² (1,7%) por água.
Indianápolis está situada na região centro de planícies dos Estados Unidos. Dois cursos de água naturais cercam a cidade: o White River e Fall Kreek . Antes da urbanização na cidade havia uma mistura de florestas caducifólias e pradarias, cobriam uma grande parte da área. As terras dentro dos limites da cidade varia de plano a suavemente inclinada, com variações de altitude de 213 a 274 metros ocorrem ao longo dos limites da cidade. A maioria das mudanças de altitude são tão gradual que passam despercebidas e parecem ser plana de perto. A elevação média da cidade é de 219 metros. Seu ponto mais alto está a 279 metros de altitude, localizado no canto noroeste a 120 metros ao sul do Condado de Boone. Antes da a implementação de Unigov o ponto mais alto foi no túmulo do famoso Hoosier poeta James Whitcomb Riley emCrown Hill Cemetery , com uma elevação de 257 m.  O ponto mais baixo, com cerca de 207 metros, fica no sul, no condado de Marion e condado de Johnson.

### Clima
Como é típico em grande parte do Centro-Oeste dos Estados Unidos, Indianápolis tem um clima continental úmido (Dfa na classificação climática de Köppen-Geiger) com as quatro estações do ano bem definidas. Os verões são quentes e úmidos, com mês de julho com temperatura média diária de 24,1 °C. As temperaturas elevadas atingem ou excedem 32 °C, em uma média de dezoito dias a cada ano e, às vezes, podem superar os 35 °C. A primavera e o outono são estações de transição, e as temperaturas podem exceder os 17 °C ao meio-dia. Nos meses de março e abril existem dias muito quentes com temperaturas em torno dos 27 °C.
Os invernos são frios, com uma temperatura média -2,2 °C no mês mais frio, janeiro. Nessa época as temperaturas podem exceder a até -18 °C ou abaixo, com uma média de cinco noites por ano.  Quedas de neve por até 36 horas seguidas não são incomuns. Os meses mais chuvosos ocorrem na primavera e no verão, com médias um pouco mais altas em maio, junho e julho. Maio é tipicamente o mais chuvoso, com uma média de 13 cm de precipitação. A maior parte da chuva é derivada de tempestades, sem a ocorrência de uma estação seca. A precipitação média anual é de 108 cm, com uma média de queda de neve de 67 cm por temporada.
A temperatura mínima absoluta registrada em Indianápolis foi de −33 °C em 19 de janeiro de 1994, e a máxima histórica atingiu 41 °C em 14 de julho de 1936.
| Dados climatológicos para Indianápolis (Aeroporto) | Dados climatológicos para Indianápolis (Aeroporto) | Dados climatológicos para Indianápolis (Aeroporto) | Dados climatológicos para Indianápolis (Aeroporto) | Dados climatológicos para Indianápolis (Aeroporto) | Dados climatológicos para Indianápolis (Aeroporto) | Dados climatológicos para Indianápolis (Aeroporto) | Dados climatológicos para Indianápolis (Aeroporto) | Dados climatológicos para Indianápolis (Aeroporto) | Dados climatológicos para Indianápolis (Aeroporto) | Dados climatológicos para Indianápolis (Aeroporto) | Dados climatológicos para Indianápolis (Aeroporto) | Dados climatológicos para Indianápolis (Aeroporto) | Dados climatológicos para Indianápolis (Aeroporto) |
| Mês | Jan                                                | Fev                                                | Mar                                                | Abr                                                | Mai                                                | Jun                                                | Jul                                                | Ago                                                | Set                                                | Out                                                | Nov                                                | Dez                                                | Ano                                                |
| --- | -------------------------------------------------- | -------------------------------------------------- | -------------------------------------------------- | -------------------------------------------------- | -------------------------------------------------- | -------------------------------------------------- | -------------------------------------------------- | -------------------------------------------------- | -------------------------------------------------- | -------------------------------------------------- | -------------------------------------------------- | -------------------------------------------------- | -------------------------------------------------- |
| Temperatura máxima recorde (°C) | 22                                                 | 24                                                 | 29                                                 | 32                                                 | 36                                                 | 40                                                 | 41                                                 | 39                                                 | 38                                                 | 33                                                 | 27                                                 | 23                                                 | 41                                                 |
| Temperatura máxima média (°C) | 2                                                  | 4,6                                                | 10,9                                               | 17,4                                               | 22,7                                               | 27,7                                               | 29,4                                               | 28,9                                               | 25,3                                               | 18,5                                               | 11,2                                               | 3,8                                                | 16,9                                               |
| Temperatura mínima média (°C) | −6,4                                               | −4,5                                               | 0,4                                                | 5,9                                                | 11,4                                               | 16,7                                               | 18,8                                               | 18                                                 | 13,4                                               | 7,1                                                | 1,7                                                | −4,2                                               | 6,6                                                |
| Temperatura mínima recorde (°C) | −33                                                | −29                                                | −22                                                | −8                                                 | −2                                                 | 3                                                  | 8                                                  | 5                                                  | −1                                                 | −7                                                 | −21                                                | −31                                                | −33                                                |
| Precipitação (mm) | 67,6                                               | 58,9                                               | 90,4                                               | 96,8                                               | 128,3                                              | 108                                                | 115,6                                              | 79,5                                               | 79,2                                               | 79,2                                               | 94                                                 | 80,5                                               | 1 078                                              |
| Queda de neve média (cm) | 21,8                                               | 16,5                                               | 6,6                                                | 0,5                                                | 0                                                  | 0                                                  | 0                                                  | 0                                                  | 0                                                  | 0,4                                                | 0,7                                                | 17,5                                               | 65,8                                               |
| Dias com precipitação (≥ 0,01 in) | 12,1                                               | 10                                                 | 11,9                                               | 12                                                 | 13,1                                               | 11,1                                               | 10,5                                               | 8,5                                                | 8,1                                                | 8,6                                                | 10,8                                               | 12,5                                               | 129,2                                              |
| Dias com neve (≥ 0,1 in) | 7,5                                                | 5,4                                                | 2,5                                                | 0,4                                                | 0                                                  | 0                                                  | 0                                                  | 0                                                  | 0                                                  | 0,2                                                | 1,2                                                | 6,3                                                | 23,5                                               |
| Umidade relativa (%) | 75                                                 | 73,6                                               | 69,9                                               | 65,6                                               | 67,1                                               | 68,4                                               | 72,8                                               | 75,4                                               | 74,4                                               | 71,6                                               | 75,5                                               | 78                                                 | 72,3                                               |
| Insolação (h) | 132,1                                              | 145,7                                              | 178,3                                              | 214,8                                              | 264,2                                              | 287,2                                              | 295,2                                              | 273,7                                              | 232,6                                              | 196,6                                              | 117,1                                              | 102,4                                              | 2 440,4                                            |
| Fonte: National Oceanic and Atmospheric Administration (normal climatológica de 1981–2010, recordes absolutos de temperatura: 1871–presente; horas de sol e umidade relativa: 1961-1990). |                                                    |                                                    |                                                    |                                                    |                                                    |                                                    |                                                    |                                                    |                                                    |                                                    |                                                    |                                                    |                                                    |

## Demografia
Desde 1900, o crescimento populacional médio, a cada dez anos, é de 16,0%.

### Censo 2020
Segundo o censo nacional de 2020, a sua população é de 887 642 habitantes e sua densidade populacional é de 947,7 hab/km². Seu crescimento populacional na última década foi de 7,0%, acima do crescimento estadual de 4,7%. É a cidade mais populosa do estado e a 15ª mais populosa do país.
Possui 398 007 residências que resulta em uma densidade de 424,9 residências/km² e um aumento de 4,8% em relação ao censo anterior. Deste total, 9,1% das unidades habitacionais estão desocupadas. A média de ocupação é de 2,5 pessoas por residência.

### Censo 2010
Sua população é de 829 718 habitantes, sendo que sua região metropolitana possui 1 756 241 habitantes, e sua densidade populacional é de 860,9 hab/km² (segundo o censo de 2010). A cidade possui 384 414 residências que resulta em uma densidade de 405,0 residências/km².

## Esportes

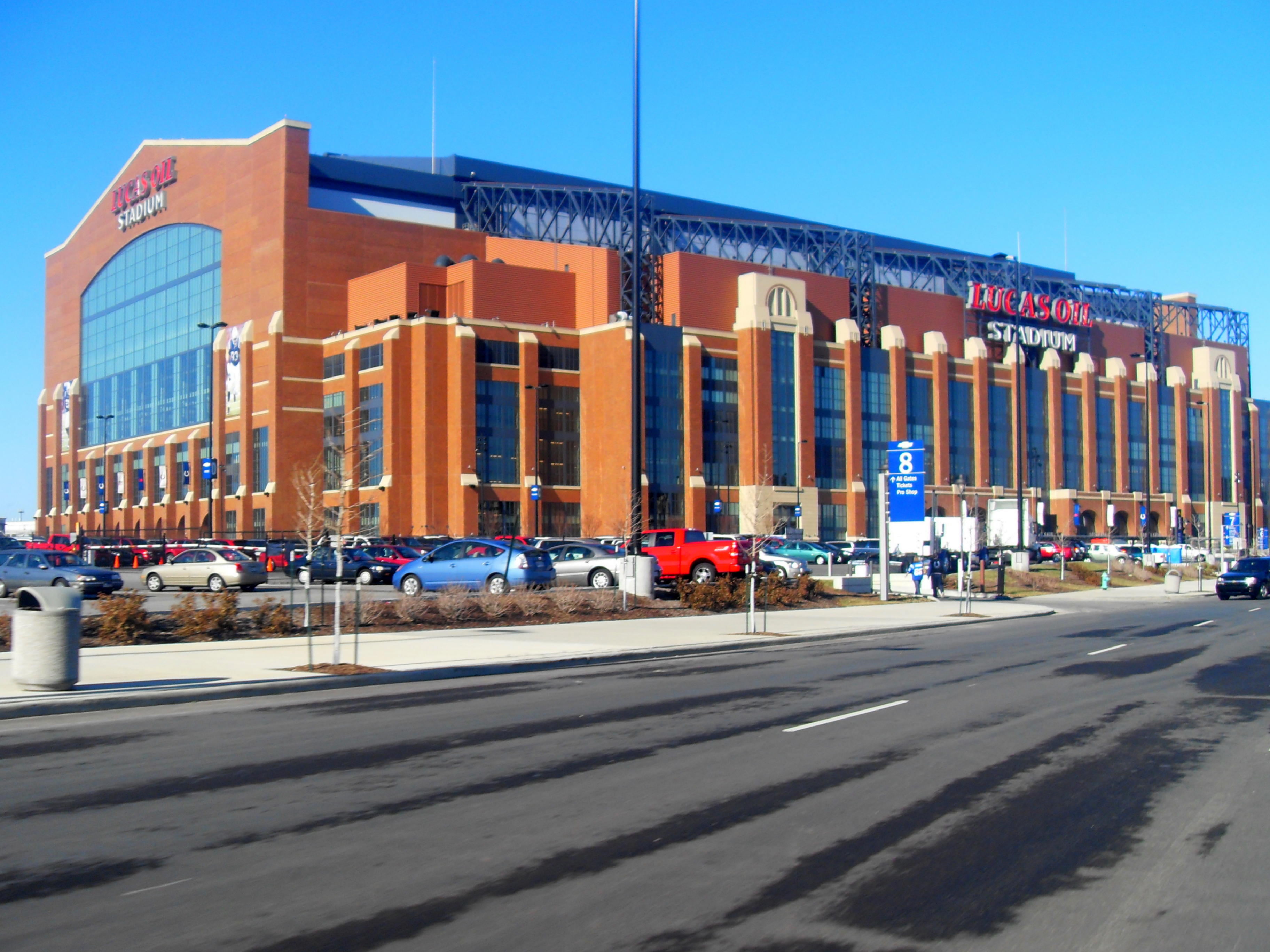
Lucas Oil Stadium, casa do Indianapolis Colts.

A cidade é sede da equipe de futebol Indianapolis Colts da NFL, tendo esta equipe ganhado por 2 vezes o Super Bowl. Até 2008 os Colts mandavam seus jogos no RCA Dome porém atualmente mandam suas partidas no Lucas Oil Stadium, sendo o RCA Dome posteriormente, em dezembro de 2008, demolido. Em Indianápolis encontra-se também o time de basquetebol Indiana Pacers, da NBA.
No enclave de Speedway fica o circuito do Indianapolis Motor Speedway, onde se realiza anualmente a corrida das 500 Milhas de Indianápolis, o complexo também abriga a sede administrativa da IndyCar Series.

## Transportes

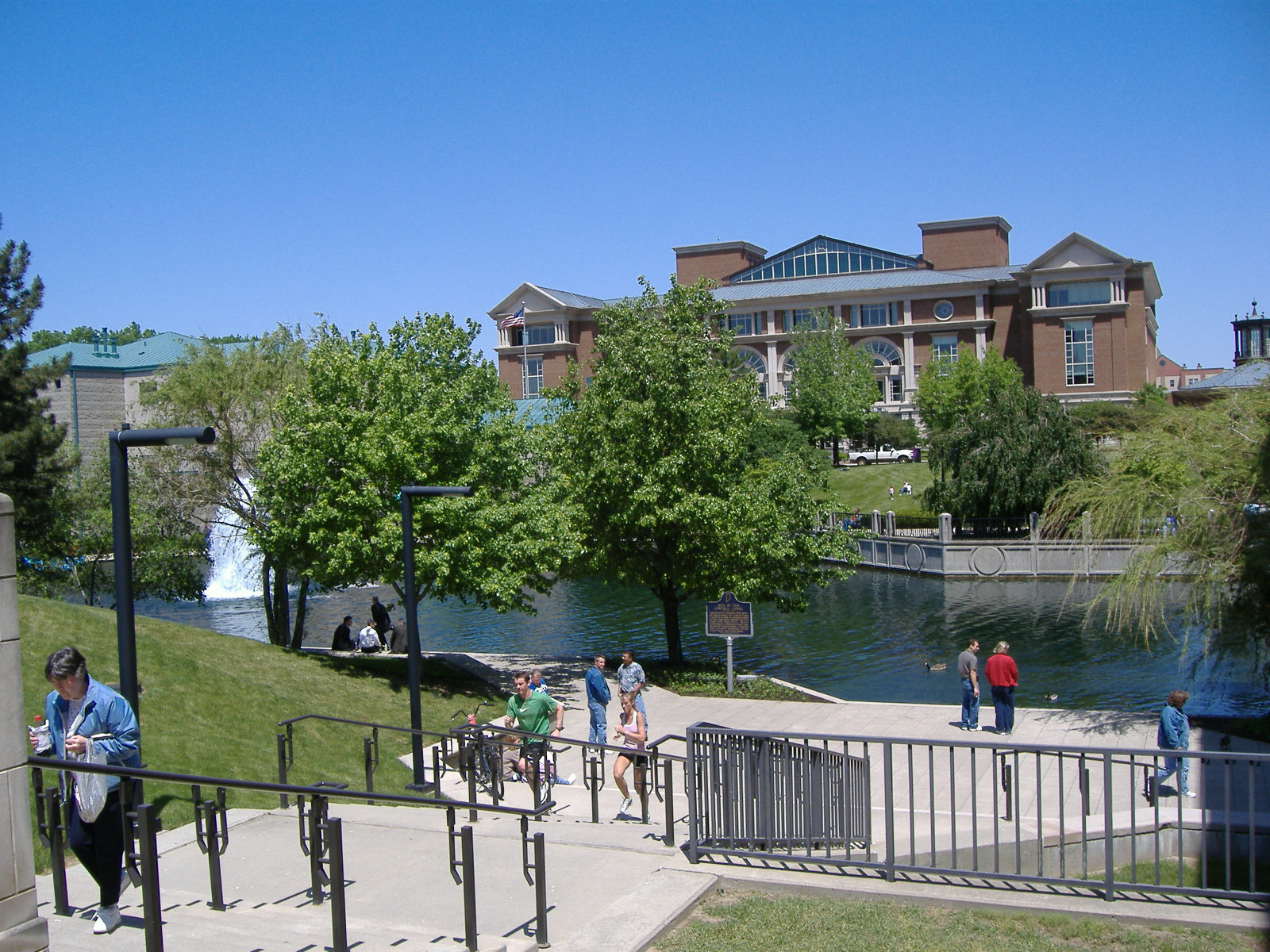
O Indiana Central Canal no centro de Indianápolis.

Linha de edifícios da baixa de Indianápolis vista do Indiana Central Canal com o Medal of Honor Memorial e o Indiana State Museum nos lados.

### Transporte público
O transporte público em Indianápolis é controlado pela Indianapolis Public Transportation Corporation ou IndyGo, fundada em 1975 e que atualmente comanda todas as linhas de ônibus da cidade.

### Rodovias
As rodovias federais que cortam Indianápolis são:
Highways
Interstate Highways
- Interstate 65
- Interstate 69
- Interstate 70
- Interstate 74
- Interstate 465
- Interstate 865

US Highways
- US 31
- US 36
- US 40
- US 52
- US 136
- US 421

Indiana Highways
- State Road 37
- State Road 67
- State Road 134
- State Road 135

### Transporte hectométrico
Indianápolis também é servida por um sistema hectométrico controlado pela empresa Clarian Health e que conecta os mais importantes hospitais da cidade ao distrito financeiro. O sistema foi instalado em 2003 e é considerado extremamente eficaz por grande parte da população. É a única rede de transportes privados que opera sobre vias públicas nos Estados Unidos.

### Aeroporto
A região é servida pelo Aeroporto Internacional de Indianápolis, o maior aeroporto de Indiana. O aeroporto é o segundo maior centro de operações da FedEx, atrás somente do Aeroporto Internacional de Memphis.

## Marcos históricos
O Registro Nacional de Lugares Históricos lista 248 marcos históricos em Indianápolis, dos quais oito também são Marcos Históricos Nacionais. Os primeiros marcos foram designados em 15 de outubro de 1966 e o mais recente em 10 de março de 2021, o Federal Building.

## Cidades irmãs
| - Hyderabad, Índia - Campinas, Brasil - Hangzhou, República Popular da China - Taipei, Taiwan - Colônia, Alemanha - Monza, Itália - Eldoret, Quênia - Piran, Eslovênia |